# Муниципальный театр Корфу
Муниципальный театр Корфу (греч. Δημοτικό Θέατρο Κέρκυρας) — главный драматический и оперный театр на острове Корфу, существовавший в период с 1902 по 1943 год. Он являлся преемником Благородного театра Сан-Джакомо, в здании которого разместилась мэрия Корфу. Муниципальный театр Корфу был разрушен во время воздушной бомбардировки Люфтваффе в 1943 году. За свою 41-летнюю историю он заработал репутацию одного из лучших драматических и оперных театров в Греции.

## История и архитектура
Муниципальный театр Корфу был построен в целях удовлетворения потребностей растущей аудитории. Решение о его создании было принято в 1885 году, во время мэрства на Корфу Георгиоса Теотокиса, а строительство началось в 1893 году уже при управлении островом Михаилом Теотокисом. Высокие затраты на строительство затянули сроки его торжественного открытия до 1902 года. Архитектором здания был итальянец Конрадо Перголези, разработавший план будущего театра по образцу Ла Скалы в Милане. Максимальная высота театра составляла 39 метров; у главного входа располагалась галерея, украшенная высокими тосканскими колоннами. Вход украшали большие пурпурные колонны, а на его высоких стенах находились фрески с изображениями известных композиторов, созданные итальянскими художниками. Верхний этаж был декорирован четырьмя коринфскими полуколоннами и щипцом. Рельеф официального гербового щита был помещён в центр фронтона и окружён лавровым венком.
Зрительный зал включал в себя 64 декорированные ложи, расположенные на трёх ярусах, и галерею для широкой публики наверху. Первая ложа в первом ряду была зарезервирована для театрального руководства. За ней, в кабинете, хранились архивы Благородного театра Сан-Джакомо.
Первая ложа второго ряда была отведена для греческой королевской семьи. Все ложи были оснащены газовыми лампами. Простолюдины собирались на верхнем ярусе галереи. Оркестр размещался на просцениуме. Он состоял преимущественно из местных музыкантов и исполнял по 10 опер за сезон, который начинался в сентябре и заканчивался в воскресенье перед Чистым понедельником.
Театральный занавес, созданный итальянским художником, Муниципальный театр унаследовал от своего предшественника — Благородного театра Сан-Джакомо. На нём была изображена сцена из «Одиссеи», в которой царь Алкиной приветствовал Одиссея в стране феаков.
Театр имел репутацию одного из лучших в Европе, с великолепной акустикой и богато украшенными интерьерами, изображавшими древнегреческих богов и сюжеты на тему музыки, созданными итальянскими художниками. Здесь также проводили балы члены высшего общества. Театр официально открылся 7 декабря 1902 года постановкой оперы Вагнера «Лоэнгрин». Кайзер Вильгельм II также посещал представления в театре, когда отдыхал в своём дворце Ахиллион.
С 19 января 1916 года по 19 ноября 1918 года театр служил местом собрания сербских парламентариев в изгнании, в его стенах было принято решение о создании Королевства сербов, хорватов и словенцев. В 1923 году в театральных ложах были размещены беженцы из Малой Азии.

В течение первой четверти XX века в театре было поставлено множество итальянских опер. Но эта традиция пресеклась после бомбардировки Корфу в 1923 году итальянцами. После этого в театре ставились греческие оперы и театральные представления с участием выдающихся греческих актёров, таких как Марика Котопули и Пелос Кацелис.
Стоимость здания возросла примерно до 1 миллиона британских золотых соверенов, огромной суммы для того времени. Его амортизация была назначена на 1941 год. Два года спустя, в ночь на 13 сентября 1943 года, театр был разрушен в результате бомбардировки Корфу немецкими Люфтваффе..
Архивы театра, включая исторический архив Сан-Джакомо, все ценности и произведения искусства были уничтожены в результате этой бомбардировки, за исключением занавеса сцены, который не находился в помещении в злосчастную ночь. Среди утраченного предположительно было много рукописных сочинений Спиридона Ксиндаса, автора первой оперы на греческом языке. Руины здания сочли не имеющими исторической или иной ценности, 31 мая 1952 года мэр Стаматис Десиллас и городской совет единогласно приняли решение снести театр, несмотря на массовые протесты общественности и юридические проблемы, связанные со сносом.